# Antes que ver el sol
"Antes que ver el sol" é uma canção da artista musical mexicana Dulce María, contida em seu segundo álbum de estúdio Sin fronteras (2014). Escrita e produzida por Coti Sorokin, trata-se de uma versão cover originalmente interpretada pelo mesmo, para seu álbum de estreia, Coti. A sua gravação ocorreu em 2013 nos MG Studios, localizados em Madri, Espanha. A faixa foi liberada para venda digital — sendo este o único formato em que fora comercializada — em 7 de janeiro de 2014, através da Universal Music Group.

## Produção e antecedentes
No dia 24 de agosto de 2013 pelo Twitter da Revista EnCorto – uma revista gratuita de Espetáculos e Interesse Geral que circula no D.F. e Área Metropolitana do México semanalmente – afirmou que o novo álbum de Dulce María incluiu um cover do argentino Coti, se trata da música “Antes que ver el sol”, grande sucesso do primeiro álbum solo Coti do cantor  Coti Sorokin em 2002.
No dia 10 de dezembro de 2013 o programa Hoy mostrou Dulce María nos bastidores de gravação de seu novo videoclipe, do segundo single. Durante a matéria, a cantora confirma que “Antes que ver el sol” será a sucessora de “Lágrimas”.

### Versão com Manu Gavassi
Em agosto de 2013, Dulce María confirmou em entrevista à Revista Sinal que iria gravar em português a canção "Antes que ver el sol" com a cantora brasileira Manu Gavassi. O produtor musical de Dulce, Luis Luisillo, usou o Twitter para fazer o anúncio também.
“Há muitos brasileiros conectados... Alguém aí conhece Manu Gavassi”, escreveu ele em sua conta no microblog.
A versão em português garantiu a posição #4 no iTunes Brasil e se manteve entre as mais vendidas por vários dias. Como agrado aos fãs brasileiros, a agência que assessora a cantora presenteou Dulce María e seus fãs com um vídeo letrado do hit.
Além do Brasil, a canção debutou no itunes de países como México, Estados Unidos, Espanha, Eslovênia e Chile. E também tocou em rádios do México e Argentina.

## Vídeo musical
O videoclipe foi filmado em Laguna Salada em Mexicali e no Deserto de Ocotillo na Califórnia, EUA, localizações naturais y emblemáticas do sul da Califórnia.  Com a direção de Christian Cavazos y produção de Carlos Vizcarra y Gabriel Felix.
A história conta um dia na vida de Dulce Maria compartilhando momentos com o amor da sua vida ... um homem livre de convicções fortes, que reaparece depois de um tempo e ela, sabendo que vai deixar-la prefere desfrutar ao máximo as horas que lhe restam.
Foi lançado no dia 10 de fevereiro de 2014 no portal VEVO da cantora.

## Lista de faixas
| N.º | Título                                                          | Compositor(es) | Produtor(es) | Duração |  |
| 1.  | "Antes que ver el sol"                                          | Coti Sorokin   | Coti         | 3:31    |  |
| 2.  | "Antes que ver el sol (Portugués Version)" (part. Manu Gavassi) | Sorokin        | Coti         | 3:32    |  |

## Paradas Musicais
| Parada (2014)                                 | Melhor posição |
| --------------------------------------------- | -------------- |
| México - Billboard - México Español Airplay   | 21             |
| México - Monitor Latino - Pop                 | 19             |
| México - Charts Club - La Superlista          | 18             |
| México - Charts Club - Español 100            | 9              |
| México - Charts Club - Radio 100              | 41             |
| México - Charts Club - Radio en Español       | 35             |
| México - Charts Club - Digital 100            | 36             |
| México - Charts Club - Digital Español        | 18             |
| México - Charts Club - Pop 100                | 15             |
| México - Charts Club - Pop en Español         | 7              |
| México - Charts Club - Pop Radio              | 19             |
| México - Charts Club - Pop Radio en Español   | 14             |
| México - Charts Club - Digital Pop            | 30             |
| México - Charts Club - Digital Pop en Español | 13             |
| Equador - EcuaParade - Top 100                | 62             |

## Histórico de Lançamento
| País  | Data                  | Formato                              |
| ----- | --------------------- | ------------------------------------ |
| Mundo | 07 de janeiro de 2014 | Rádio / Download digital / Streaming |